# Karlheinz Weisenseel
Karlheinz Weisenseel (* 23. Januar 1954 in Mannheim) ist ein ehemaliger deutscher Leichtathlet, der in den 1970er Jahren im Sprint erfolgreich war.

## Leben
Er startete bei den Junioreneuropameisterschaften 1973 über 200 Meter und in der bundesdeutschen 4-mal-100-Meter-Staffel (Karlheinz Weisenseel, Klaus-Günther Lemke, Rüdiger Harksen, Helmut Leibner), mit der er in 40,66 Sekunden die Bronzemedaille gewann. Im Jahr darauf wurde er Deutscher Juniorenmeister über 100 Meter.
Im Erwachsenenbereich war Weisenseel vor allem in der Halle erfolgreich. Von 1975 bis 1978 wurde er viermal in Folge Deutscher Hallenmeister über 200 Meter. 1976 gewann er außerdem den Titel über 60 Meter. Auch im Freien war 1976 Weisenseels bestes Jahr. Bei den Deutschen Meisterschaften 1976 im Frankfurter Waldstadion gewann er über 200 Meter und wurde Vizemeister über 100 Meter. Handgestoppt stellte er am 5. September 1976 in Schwetzingen in 20,4 Sekunden über 200 Meter einen bundesdeutschen Rekord auf.
International nahm Weisenseel an den Halleneuropameisterschaften 1976 in München und 1982 in Mailand teil, ohne den Endlauf zu erreichen. 1980 stand er im fiktiven Aufgebot für die Olympischen Spiele in Moskau, die von der Bundesrepublik boykottiert wurden.
Weisenseel startete für PSV Mannheim, LG coop Kurpfalz, LG Frankfurt, MTG Mannheim und LAC Quelle Fürth.

## Persönliche Bestleistungen
- 100 Meter: 10,36 Sekunden, 19. Juni 1978 in Warschau
- 200 Meter: 20,69 Sekunden, 14. August 1976 in Frankfurt/Main (handgestoppt: 20,4 Sekunden, 5. September 1976 in Schwetzingen)